# Carlos Benavídez (escultor)
Carlos Alberto Benavídez (8 de abril de 1965, Córdoba) es un artista plástico y escultor argentino, reconocido a nivel nacional e internacional por sus trabajos escultóricos de estilo figurativo expresionista. Comenzó su carrera en el año 2002 realizando una serie de bustos denominada “homenaje”, en la cual personificó a celebridades influyentes en diferentes ámbitos culturales de todos los tiempos.
A finales de 2011 se establece en Buenos Aires para continuar su labor. Durante 6 años formó parte de “Donatello”, un taller de escultura y fundición artística, del cual se desvincula en 2016 para establecer el suyo propio denominado “Beta Fundición”, en sociedad con su hijo mayor.
Ha realizado obras para galerías de arte y coleccionistas de: Argentina; Estados Unidos; España; Reino Unido; Alemania; Eslovaquia; Italia; Suiza y Francia.
Participó como expositor de Arte Clásica segunda edición (Capital Federal)
Su busto homenaje a Jorge Luis Borges fue "object trouvé" del Arte clásica contemporánea tercera edición (Capital Federal)
Fue jurado en el 26ª salón anual de bolsa de comercio (Bahía Blanca) y Salón joven 2012 (La Plata).

## Premios y Monumentos
En el año 2012 Fue nombrado miembro de “Portrait Sculptors of The Américas”, invitado por Stuart Williamson y Heidi Maiers, escultores de prestigio internacional. Esta asociación nucléa los mejores retratistas de América.
El 17 de mayo de 2019, la legislatura de Buenos Aires declaró a Carlos Benavidez "personalidad destacada de la cultura de la ciudad de Buenos Aires".
Hasta el momento, es el escultor nacional con mayor cantidad de estatuaria pública colocada en el país. Destacan entre sus esculturas:
- Mercedes Sosa[2][3]

El Instituto Cultural bonaerense realizó un concurso a nivel nacional para homenajear a la cantante argentina, cuya escultura fue inaugurada el 8 de abril de 2010 en el anfiteatro del lago "Martín Fierro", La plata. La misma mide 3,20 metros de altura,fue realizada en bronce y caracteriza a una Mercedes sonriente; con los brazos extendidos al cielo y erguida sobre raíces.
- Los infernales[4][5]

El grupo escultórico realizado por Carlos Benavidez y Daniel Brandimarte se encuentra emplazado desde el 21 de marzo de 2017 en la Casa de Güemes, Salta. Está compuesto por 17 piezas de tamaño real en resina poliéster que representan al ejército de gauchos comandados por Martín M. Güemes durante las guerras de independencia Hispanoamericanas.
En mayo de 2019, se inauguró su obra más reciente, denominada "las lavanderas del Xibi Xibi o río chico". Un grupo de esculturas tamaño natural de tres mujeres acompañadas de un cachorro que, en homenaje a la historia de Jujuy, realizan dicha labor.
“Es un pretexto la forma para poder rescatar al personaje. El personaje ya está en la arcilla y llega un momento donde lo encontrás. Lo que vos querías transmitir ya está en él y después queda la formalidad tan solo del parecido, eso es una cuestión de diseño escultórico y equilibrio. “ Entrevista para Canal TLV1

## Obras
- Ricardo Bochini (2004) Avellaneda, Provincia de Buenos Aires[8]
- Diego Maradona adulto (2006) Bahía Blanca[9]
- Eva Duarte de Perón (2011) Los toldos[10]
- Astor Piazzolla (2011) Mar del plata[11]
- Padre Mario Pantaleo (2012) Gonzales Catán, Provincia de Buenos Aires
- Manuel Ginóbili (2012) Bahía Blanca[12]
- Sui Géneris(2013) Mar del plata[13]
- Bustos Juan D. Perón y Omar Torrijos Herrera (2014) Panamá[14]
- Atilio López (2014) Córdoba
- Paseo de la Gloria (2014-2016) Ciudad autónoma de Buenos Aires[15]
- Paseo del tango (2014-2016) Ciudad autónoma de Buenos Aires[16]
- Juan Domingo Perón (2015) Ciudad autónoma de Buenos Aires[17][18]
- Monumento al obrero de la construcción (2015) Córdoba[19]
- Juan Manuel Fangio (2016) La Matanza, Provincia de Buenos Aires
- Diego Maradona niño (2017) Bahía Blanca[20]
- Raúl Alfonsín (2018) La Plata.[21] El proyecto fue financiado mediante la venta de 1.260 estatuillas,[22] también realizadas por el escultor.